# Salix carmanica
Salix carmanica ist ein großer Strauch aus der Gattung der Weiden (Salix) mit blaugrüner Borke und gelblichen, hängenden Zweigen. Die Blattspreiten erreichen Längen von 3 bis 5 Zentimetern, bei jungen Trieben auch darüber hinaus. Das natürliche Verbreitungsgebiet der Art liegt im Iran, in Afghanistan und in China wird sie kultiviert.

## Beschreibung
Salix carmanica ist ein bis zu 6 Meter hoher Strauch mit glatter, blaugrüner Borke. Die Zweige sind gelblich, hängend, dünn und kahl. Die Laubblätter haben linealische, etwa 2 Millimeter lange, hinfällige Nebenblätter mit gesägtem Blattrand. Die Blattspreite ist verkehrt-lanzettlich, 3 bis 5 Zentimeter lang und 5 bis 7 Millimeter breit, an jungen Trieben auch länger, kurz zugespitzt, mit keilförmiger Basis und einem fein und entfernt gesägten Blattrand. Beide Blattseiten sind gleich gefärbt, anfangs leicht filzig behaart und später beinahe kahl.
Männlichen Blütenstände sind unbekannt. Die weiblichen Blütenstände sind 1 bis 2,5 Zentimeter lange Kätzchen mit einem etwa 1 Zentimeter langen, filzig behaarte Stiel mit zwei bis drei Blättern. Die Tragblätter sind gelblich grün, länglich-verkehrt-eiförmig, etwa 1,5 Millimeter lang, mit gestutzter, ausgerandeter Spitze, und kahler Unterseite. Sie fallen mit dem Reifen der Früchte ab. Die weiblichen Blüten haben einen linealisch-lanzettlichen, etwa 1 Millimeter langen, kahlen oder leicht fein behaarten, sterilen und 1 Millimeter lang gestielten Fruchtknoten. Der Griffel ist etwa 0,4 Millimeter lang, die Narbe ist zwei- bis vierlappig. Salix carmanica blüht etwa mit dem Blattaustrieb im Mai.

## Vorkommen
Das natürliche Verbreitungsgebiet liegt im Iran, in Afghanistan und im chinesischen Xinjiang.

## Systematik
Salix carmanica ist eine Art aus der Gattung der Weiden (Salix) in der Familie der Weidengewächse (Salicaceae). Dort wird sie der Sektion Helix zugeordnet. Sie wurde 1934 von Rudolf Görz erstmals wissenschaftlich beschrieben. Der Gattungsname Salix stammt aus dem Lateinischen und wurde schon von den Römern für verschiedene Weidenarten verwendet.

## Nachweise